# Mesoleptus elongatus
Mesoleptus elongatus là một loài tò vò trong họ Ichneumonidae.